# Núadu

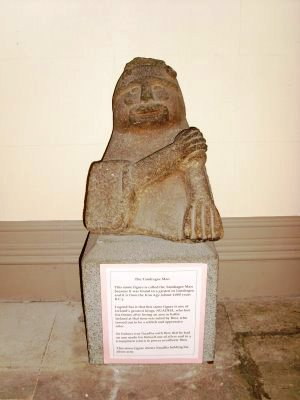
„Idol z Tandragee, možné zobrazení Núady

Núadu, zvaný  Argatlám „Stříbrná ruka“, je irský bůh, bájný král a člen rodu Túatha Dé Dannan, o němž vypráví Lebor Gabála Érenn „Kniha o záborech Irska“ z 11. století a několika textech zvaných Cath Maige Tuired „Bitva na  Mag Tuired“. Je manželem bohyně Bóandy, jindy označované za manželku Nechtana.Mezi jeho keltské protějšky patří velšský Llud Llaw-ereint „Llud Stříbrná ruka“ a snad také britonský Nodens a taktéž irský Nuadu Necht – bájný král a otec hrdiny Fionna mac Cumhailla.
Núadu byl králem lidu Túatha Dé Dannan, který sestoupil pod jeho vedením do Irska z temných mračen o svátku Beltaine, usadil se na hoře na západě a způsobil třídenní zatmění slunce. Núadu byl vlastníkem jedno ze čtyř kouzelných předmětů svého lidu, které si přinesli ze své domoviny, meče před kterým nemůže žádný z protivníků uprchnout. Při první bitvě na Mag Tuired, při které stáli Túatha Dé Dannan proti Fir Bolgům, předchozím obyvatelům Irska, však přišel o svou ruku a pro tuto vadu byl prohlášen za nezpůsobilého. Na jeho místo byl dosazen Bres, po matce Túatha Dé Dannan, ale po otci  příslušník démonického rodu Fomóirů, který se ale ukázal jako neschopný, především kvůli nedostatku štědrosti.  Túatha Dé Dannan proto vyzvali Brese k odstoupení a ten ve své slabosti souhlasil a tak byl na trůn opět uveden Núadu, kterému léčitel Dian Cécht vyrobil stříbrnou protézu místo ruky. Mezitím Bres, rozhodnutý že znovu získá královskou hodnost, získal na svou stranu svého děda Balora a Fomóirové se počali připravovat na válku, zatímco na dvůr v Temaiře dorazil mladý válečník Lug, jemuž Núadu předá vládu. V následující druhé bitvě na Mag Tuired byl Núadu zabit Balorem.
Americký mytolog Jaan Puhvel (*1932) vykládá v rámci indoevropské trojfunkční hypotézy jako božstvo první funkce, zahrnující vládu, právo, kult a magii. Považuje jej za protějšek védského Mitry, zatímco Luga za jeho komplementární božstvo, taktéž náležející první funkci a odpovídající védsku Varunovi. Taktéž jej srovnává s římským hrdinou Gaiem Muciem Scaevolou a severským bohem Týrem, které s Núadou spojuje ztráta ruky a taktéž by měli být společným dědictvím představ o mitrovském pólu první fukce. Núadu a Týra taktéž spojuje jejich zastíněním Lugem/Ódinem a meč jako jejich ikonická zbraň. Eremon, další z mytických irských králů, je podle Puhvela dědicem Núadova pomocného božstva, analogicky ke vztahu Mitry a Arjamana.
Britská archeoložka Miranda Green (*1947) vykládá jména Núadu a Nodens jako „tvůrce oblak“ a obě postavy považuje za bohy počasí.
Americký medievista Christopher R. Fee uvažuje o spojitosti Núadova jména s výrazem pro rybáře a srovnává toto božstvo s artušovským Králem rybářem.